# Vương Kiến (vua nước Tiền Thục)

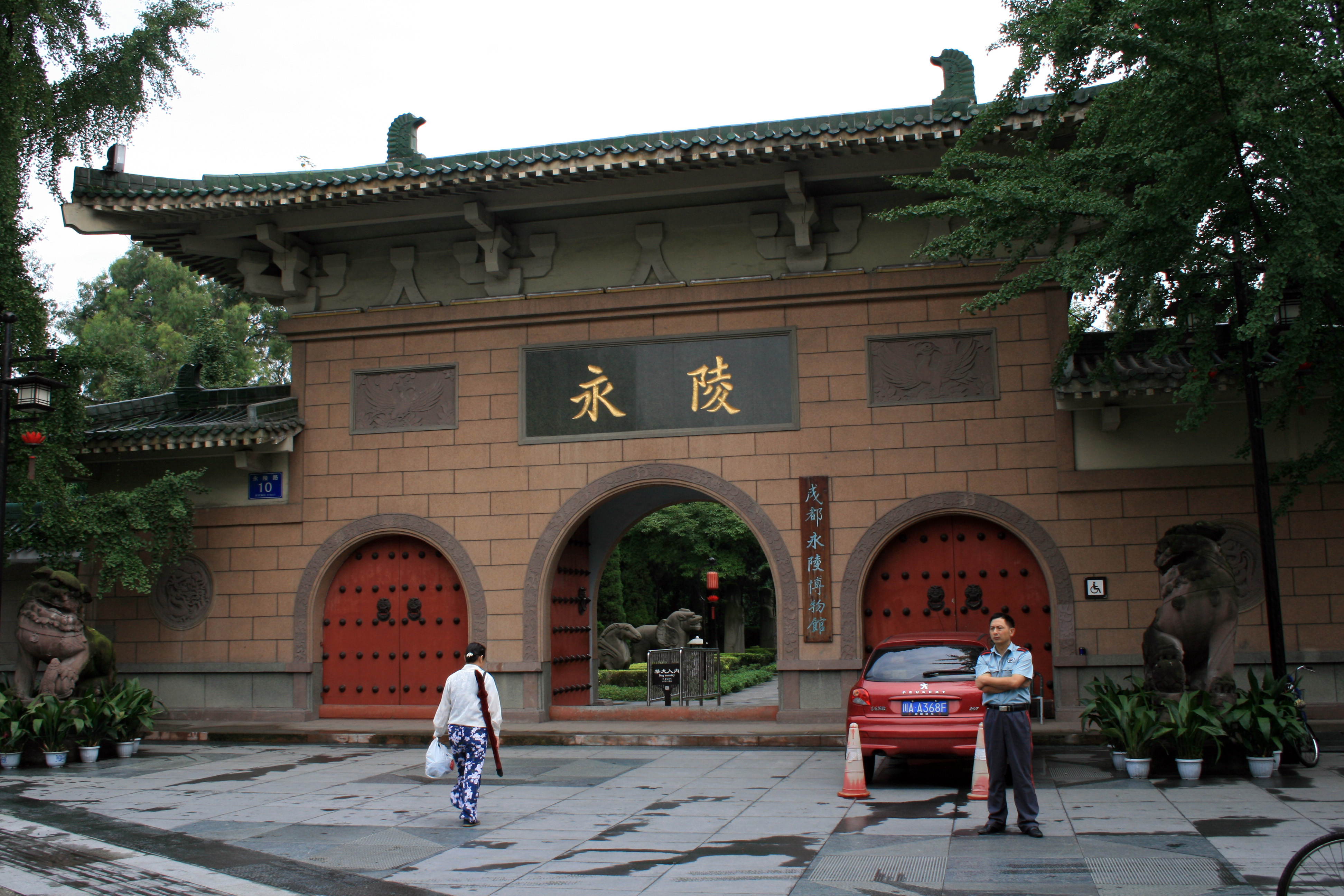
Cổng Vĩnh lăng Vương Kiến tại Thành Đô

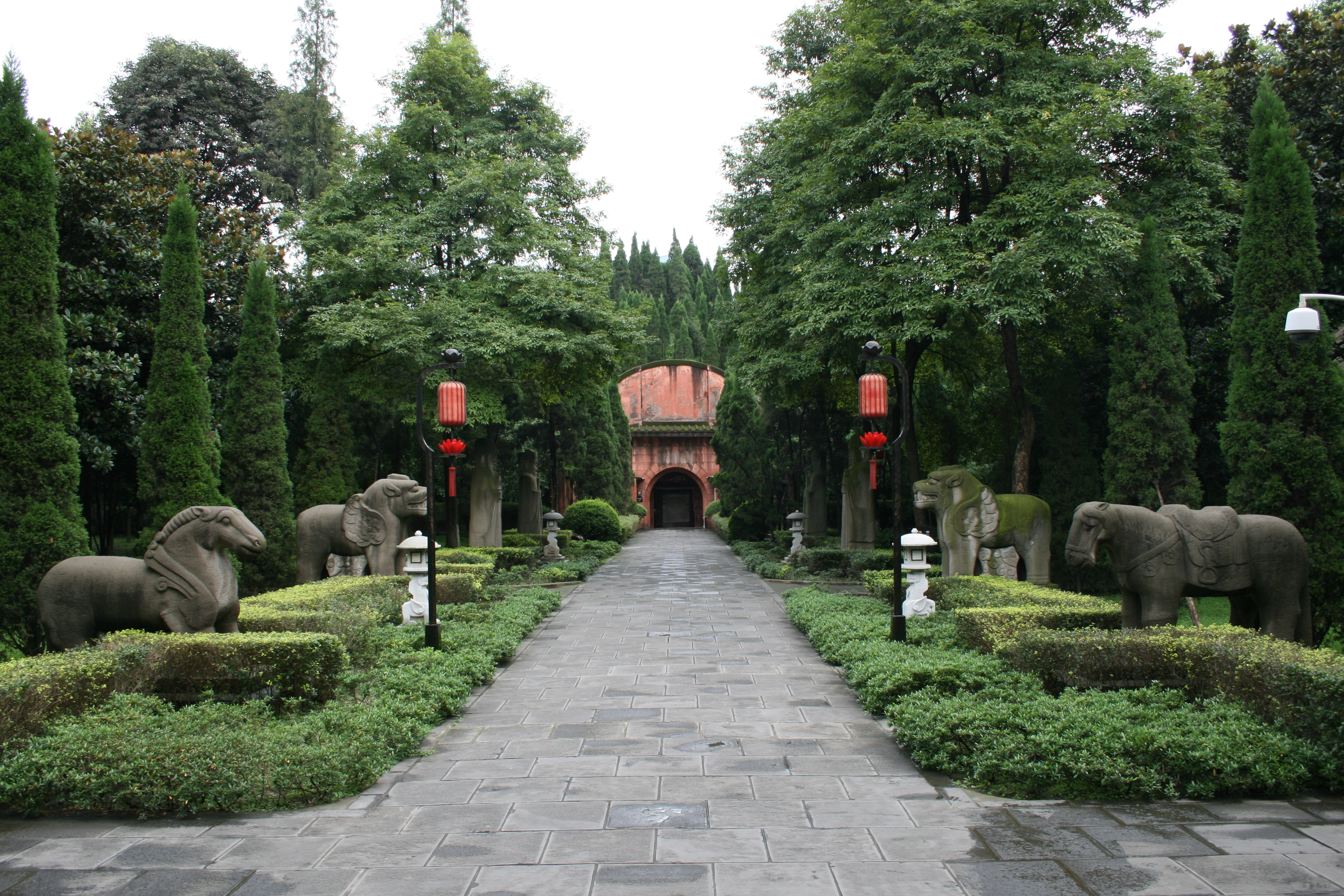
Lăng mộ Vương Kiến

Vương Kiến (tiếng Trung: 王建; bính âm: Wáng Jiàn, 847 – 11 tháng 7 năm 918), tên tự Quang Đồ (光圖), gọi theo thụy hiệu là (Tiền) Thục Cao Tổ ((前)蜀高祖), là hoàng đế khai quốc của nước Tiền Thục thời Ngũ Đại Thập Quốc trong lịch sử Trung Quốc. Ban đầu, ông là một quan viên dưới quyền các tướng thái giám Dương Phục Quang và Điền Lệnh Tư của triều Đường, sau đó cát cứ khu vực sau này là Tứ Xuyên và Trùng Khánh, lập quốc sau khi triều Đường sụp đổ.

## Thời trẻ
Vương Kiến sinh năm 847, dưới triều đại của Đường Tuyên Tông. Ông là người Vũ Dương, Hứa châu, và được ghi chép là có tham vọng và lanh lợi khi còn trẻ. Tuy nhiên, ông cũng được ghi nhận là một kẻ vô lại, bỏ nghề của tổ tiên đi giết trâu, trộm lừa, buôn bán muối tư (triều đình Đường giữ độc quyền buôn bán muối). Cha ông qua đời từ khi ông vẫn còn là thứ dân. Một lần vì làm điều xấu nên ông tống giam vào ngục ở Hứa Xương- thủ phủ của Trung Vũ quân (bao gồm Vũ Dương), song cai ngục bí mật thả ông ra. Sau đó, ông ở cùng với hòa thượng Xử Hồng (處洪) trên Võ Đang Sơn, vị hòa thượng này động viên ông thay đổi, tiên đoán rằng ông sẽ làm nên đại nghiệp. Do đó, Vương Kiến gia nhập vào quân đội Trung Vũ và trở thành một sĩ quan dưới quyền tiết độ sứ Đỗ Thẩm Quyền (杜審權).

## Sự nghiệp ban đầu

### Dưới quyền Dương Phục Quang
Năm 881, quân nổi dậy Hoàng Sào chiếm được kinh đô Trường An của triều Đường, Đường Hy Tông chạy trốn đến Thành Đô. Vương Kiến vẫn phục vụ trong quân Trung Vũ dưới quyền Dương Phục Quang. Giám Trung Vũ quân Dương Phục Quang phân 8.000 lính Trung Vũ thành 8 đạo, giao cho tám nha tướng như Lộc Yến Hoằng, Tấn Huy (晉暉), Vương Kiến, Hàn Kiến, Trương Tạo (張造), Lý Sư Thái (李師泰), và Bàng Tùng (龐從) chỉ huy. Sau đó, Dương Phục Quang dẫn quân tiến về phía tây bắc để hợp binh cùng các đội quân Đường khác nhằm chống Hoàng Sào.

### Dưới quyền Lộc Yến Hoằng
Dương Phục Quang qua đời năm 883 khi đang đóng quân ở Hà Trung và vẫn đang giao chiến với Hoàng Sào. Thay vì tiếp tục giao chiến, Lộc Yến Hoằng quyết định đem binh lính đi cướp bóc khu vực. Vương Kiến, Hàn Kiến, Trương Tạo, Tấn Huy và Lý Sư Thái cũng theo Lộc Yến Hoằng. Cũng trong năm 883, Lộc Yến Hoằng chiếm được Hưng Nguyên- thủ phủ của Sơn Nam Tây đạo, trục xuất tiết độ sứ Ngưu Úc (牛勖) và xưng làm lưu hậu. Lộc Yến Hoằng bổ nhiệm Vương Kiến và các tướng Trung Vũ khác làm các thứ sử tại Sơn Nam Tây đạo, song không thực sự cho phép họ đến các châu nhậm chức. Lộc Yến Hoằng đặc biệt nghi ngờ Vương Kiến và Hàn Kiến do 2 người có quan hệ thân thiết, song vì muốn dỗ dành họ nên Lộc Yến Hoằng vẫn thường hậu đãi. Vương Kiến và Hàn Kiến nhận ra ý định của Lộc Yến Hoằng, và đến mùa thu năm 884, khi Tả Thần Sách trung úy Điền Lệnh Tư bí mật lôi kéo, Vương Kiến, Hàn Kiến cùng với Trương Tạo, Tấn Huy và Lý Sư Thái đã từ bỏ Lộc Yến Hoằng để đến Thành Đô phụng sự Điền Lệnh Tư.

### Dưới quyền Điền Lệnh Tư
Sau đó, Điền Lệnh Tư tái tổ chức lại các binh sĩ dưới quyền Vương Kiến và những người khác thành một nhóm cấm binh nắm dưới quyền chỉ huy trực tiếp của Điền Lệnh Tư (Thần Sách quân), trong khi phái quân đi đánh Lộc Yến Hoằng và buộc người này phải từ bỏ Sơn Nam Tây đạo. Điền Lệnh Tư cũng nhận Vương Kiến và những người còn lại làm con. Sau khi Hoàng Sào bị đánh bại, Đường Hy Tông trở về Trường An vào mùa xuân năm 885, Điền Lệnh Tư cùng binh sĩ dưới quyền tháp tùng Hoàng đế.
Không lâu sau khi trở về Trường An, Điền Lệnh Tư lại tranh chấp với Hà Trung tiết độ sứ Vương Trọng Vinh. Vào mùa đông năm 885, liên quân Vương Trọng Vinh và Hà Đông tiết độ sứ Lý Khắc Dụng đánh bại liên quân của Điền Lệnh Tư, Tĩnh Nan tiết độ sứ Chu Mai và Phượng Tường tiết độ sứ Lý Xương Phù; Điền Lệnh Tư lại đưa Đường Hy Tông chạy trốn. Trong lúc chạy trốn, đoàn của triều đình bị gặp phải trở ngại do làn sóng người tị nạn, Vương Kiến và Tấn Huy được cho làm Thanh đạo trảm chước xứ, Vương Kiến dùng trường kiếm "dọn đường" cho Hoàng đế tiến về phía trước, Đường Hy Tông đem "truyền quốc bảo" trao cho Vương Kiến giữ gìn, đến đêm thì nắm ngủ bên Vương Kiến.
Điền Lệnh Tư nhận thấy tình thế bất lợi, do vậy quyết định từ vị, tự giáng mình làm Tây Xuyên giám quân sứ, sau đó chạy đến chỗ đệ là Tây Xuyên tiết độ sứ Trần Kính Tuyên. Dương Phục Cung kế nhiệm Điền Lệnh Tư cai quản Thần Sách quân, người này không muốn các thân cận của Điền Lệnh Tư ở bên mình nên lệnh cho Vương Kiến, Tấn Huy, Trương Tạo và Lý Sư Thái đi làm thứ sử ở các châu, Vương Kiến nhậm chức Lợi châu thứ sử. Sau khi con nuôi của Dương Phục Cung là Dương Thủ Lượng (楊守亮) trở thành Sơn Nam Tây đạo tiết độ sứ vào năm 887, Vương Kiến trở thành thuộc cấp của Dương Thủ Lượng.

### Dưới quyền Dương Thủ Lượng
Dương Thủ Lượng lo sợ vì nhận thấy Vương Kiến kiêu dũng thiện chiến, do vậy nhiều lần triệu Vương Kiến đến Hưng Nguyên, song Vương Kiến không rõ mục đích của Dương Thủ Lượng nên từ chối đến yết kiến. Thuộc cấp của Vương Kiến là Chu Tường (周庠) chỉ ra rằng Lợi châu không phải là địa điểm phòng thủ lý tưởng, Vương Kiến đồng ý và quyết định tiến công Lãng châu, trục xuất thứ sử Dương Mậu Thật (楊茂實), đoạt lấy Lãng châu và tự xưng làm phòng ngự sứ, chiêu nạp vong mệnh quân, thế càng thịnh, Dương Thủ Lượng không thể quản nổi. Nghe theo ý của Trương Kiến Dụ (張虔裕) và Ký Vô Gián (綦毋諫), Vương Kiến phụng biểu cho Đường Hy Tông và cứu giúp người dân. Ông cũng kết bằng hữu với Đông Xuyên tiết độ sứ Cố Ngạn Lãng do cả hai đều từng đi chiến đấu khi còn phục vụ trong Thần Sách quân.

### Chống Trần Kính Tuyên
Vào mùa đông năm 887, do Trần Kính Tuyên lo sợ rằng Vương Kiến và Cố Ngạn Lãng sẽ hợp binh tiến công Tây Xuyên. Điền Lệnh Tư đề xuất rằng để mình dùng danh nghĩa cha nuôi để cố chiêu dụ Vương Kiến, Trần Kính Tuyên chấp thuận. Sau khi nhận được thư của Điền Lệnh Tư, Vương Kiến để gia quyến ở lại chỗ của Cố Ngạn Lãng tại Tử châu, đem 2.000 tinh binh cùng tụng tử Vương Tông Hội (王宗鐬), giả tử Vương Tông Dao (王宗瑤), Vương Tông Bật (王宗弼), Vương Tông Khản (王宗侃), Vương Tông Cát (王宗佶), Vương Tông Biện (王宗弁) tiến về Thành Đô quy phục. Tuy nhiên, khi Vương Kiến tiến đến Lộc Đầu quan, thuộc hạ của Trần Kính Tuyên là Lý Nghệ (李乂) lại cho rằng Vương Kiến là một mối đe dọa và Trần Kính Tuyên quyết định lệnh cho Vương Kiến không tiến thêm nữa. Vương Kiến tức giận, đánh bại các binh lính mà Trần Kính Tuyên phái đến để ngăn cản, tiến đến Thành Đô. Vương Kiến đánh bại Hán châu thứ sử Trương Húc (張頊), và cho đệ của Cố Ngạn Lãng là Cố Ngạn Huy (顧彥暉) tiếp quản, Vương Kiến và Cố Ngạn Lãng sau đó tiến công Thành Đô song không thể nhanh chóng chiếm được thành. Khi Đường Hy Tông khiển sứ giả đến làm trung gian hòa giải, cả Vương Kiến và Trần Kính Tuyên đều không chấp thuận. Theo ghi chép thì quân của Vương Kiến cướp phá toàn bộ 12 châu của Tây Xuyên quân.
Thành Đô phòng thủ kiên cố, các cuộc tiến công của Vương Kiến đều thất bại, lương thực của Vương Kiến cũng sớm cạn kiệt. Vào mùa hè năm 888, Vương Kiến định bãi binh, song sau khi Chu Tường và Kỳ Vô Gián can gián, ông lại tiếp tục chiến dịch. Vương Kiến sai Chu Tường thảo biểu thỉnh Đường Chiêu Tông hạ lệnh thảo phạt Trần Kính Tuyên, cầu được trao cho Cung châu; Cố Ngạn Lãng cũng thượng biểu thỉnh Hoàng đế xá tội cho Vương Kiến, chuyển Trần Kính Tuyên đi để bình định Lưỡng Thục. Do có thù oán từ trước với Điền Lệnh Tư, Đường Chiêu Tông bổ nhiệm Vi Chiêu Độ làm Tây Xuyên tiết độ sứ, đồng thời triệu hồi Trần Kính Tuyên về Trường An. Khi Trần Kính Tuyên kháng chỉ, Đường Chiêu Tông bãi bỏ quan tước của Trần Kính Tuyên, bổ nhiệm Vi Chiêu Độ là Hành doanh chiêu thảo sứ, cùng Dương Thủ Lượng, Cố Ngạn Lãng, và Vương Kiến tiến công Trần Kính Tuyên. Đường Chiêu Tông cũng tách bốn châu: Cung, Thục, Lê, Nhã từ Tây Xuyên quân để lập thành Vĩnh Bình quân với trị sở đặt tại Cung châu, cho Vương Kiến giữ chức tiết độ sứ.
Vào mùa xuân năm 890, Vương Kiến công Cung châu. Cùng lúc đó, Vi Chiêu Độ tiến đến vùng lân cận Thành Đô, Vương Kiến ra ngoài doanh trại nghênh tiếp. Vào tháng 4 ÂL, Trần Kính Tuyên khiển Thục châu thứ sử Nhâm Tòng Hải (任從海) đem hai vạn binh cứu Cung châu, kết quả chiến bại, Thục châu hàng Vương Kiến. Cùng tháng, Gia châu thứ sử và Nhung châu thứ sử cũng hàng Vương Kiến. Đến mùa đông năm 890 thì Vương Kiến chiếm được Cung châu, cho phép ông dùng nơi này làm căn cứ cho chiến dịch.
Tuy nhiên, vào mùa xuân năm 891, do triều đình Đường vừa thất bại trong cuộc chiến với Lý Khắc Dụng, cạn nguồn tài vật cho chiến dịch chống Trần Kính Tuyên. Do đó, Đường Chiêu Tông hạ chỉ khôi phục quan tước cho Trần Kính Tuyên, các tiết độ sứ trở về quân của mình. Tuy nhiên, Vương Kiến không muốn từ bỏ chiến dịch chống Trần Kính Tuyên, và thoạt đầu cố gắng thuyết phục Vi Chiêu Độ tiếp tục vây thành, song sau đó quay sang buộc Vi Chiêu Độ phải về Trường An để có thể tự mình tiến hành chiến dịch. Vương Kiến kích động các thuộc hạ của Cố Ngạn Lãng sát hại thân lại của Vi Chiêu Độ là Lạc Bảo (駱保) với lý do Lạc Bảo tham ô, mục đích là để đe dọa Vi Chiêu Độ. Vi Chiêu Độ lo sợ, xưng bệnh và giao lại quyền chỉ huy cho Vương Kiến, bản thân trở về Trường An. Vương Kiến tiếp tục bao vây Thành Đô, trong thành xảy ra nạn đói. Vào mùa thu năm 891, tình thế Thành Đô càng trở nên vô vọng, Vương Kiến cắt đứt tuyến đường tiếp tế duy nhất còn lại của thành từ Uy Nhung quân. Điền Lệnh Tư đích thân đến doanh trại của Vương Kiến và đề nghị đầu hàng, Vương Kiến chấp thuận. Vương Kiến sau đó được Đường Chiêu Tông bổ nhiệm làm Tây Xuyên tiết độ sứ, Vĩnh Bình được hợp nhất trở lại vào Tây Xuyên.

## Làm Tây Xuyên tiết độ sứ

### Chống Đông Xuyên
Sau khi đoạt được Tây Xuyên, Vương Kiến lưu tâm chính sự, dung nạp trực ngôn, thường ân huệ với nhạc sĩ, dụng nhân tài, khiêm cung kiệm tố. Tuy nhiên, ông lại đa kị hiếu sát, nhiều bộ tướng có công lao bị ông nghi ngờ rồi giết chết.
Trong lúc Vương Kiến đoạt lấy Tây Xuyên, Cố Ngạn Lãng qua đời, Cố Ngạn Huy kế nhiệm Cố Ngạn Lãng giữ chức Đông Xuyên lưu hậu. Đường Chiêu Tông chuẩn bị bổ nhiệm Cố Ngạn Huy làm tiết độ sứ, song Dương Thủ Lượng lại khiển Dương Thủ Hậu (楊守厚) suất quân tiến công Đông Xuyên, có ý đoạt lấy quân này. Vương Kiến khiển các bộ tướng Hoa Hồng (華洪), Lý Giản (李簡), Vương Tông Khản, và Vương Tông Bật đi cứu Đông Xuyên, song bí mật nói với chư tướng rằng sau khi đẩy lui được cuộc tiến công của họ Dương thì sẽ bắt Cố Ngạn Huy trong một bữa tiệc khao quân mà Cố Ngạn Huy chắc chắn sẽ tổ chức, và đoạt lấy Đông Xuyên. Sau khi Vương Tông Khản đánh bại Dương Thủ Hậu và buộc Thủ Hậu phải triệt thoái, Cố Ngạn Huy cho sửa soạn để tiến hành khao lễ, song Vương Tông Bật lại tiết lộ âm mưu cho Cố Ngạn Huy, Cố Ngạn Huy do đó cáo bệnh đình chỉ buổi tiệc và cuối cùng chấm dứt liên minh giữa hai bên.
Trong khi đó, dư đảng của Điền Lệnh Tư và Trần Kính Tuyên là Dương Thịnh (楊晟) vẫn tiếp tục cai quản Bành châu và chống lại Vương Kiến, cố gắng liên kết với Dương Thủ Lượng để tiến công Vương Kiến, song đến mùa xuân năm 892 thì Lý Giản đẩy lui được Dương Thịnh và giết chết bộ tướng của Dương Thịnh là Lã Nghiêu (呂堯). Sau đó, Vương Kiến khiển tộc tử Gia châu thứ sử Vương Tông Dụ (王宗裕), Nhã châu thứ sử Vương Tông Khản, Mậu châu thứ sử Vương Tông Dao, và Uy Tín đô chỉ huy sứ Hoa Hồng đem 5 vạn binh công Bành châu. Khi Dương Thủ Lương cố gắng phái binh đi cứu viện Dương Thịnh, Hoa Hồng liền hăm dọa buộc kì tướng của Dương Thủ Lượng là Phù Chiêu (符昭) phải triệt thoái. Sau đó, Hoa Hồng tiến công Lãng châu và cũng đánh bại Dương Thủ Lượng tại đó.
Trong khi đó, vào năm 893, Cố Ngạn Huy liên kết với Phượng Tường tiết độ sứ Lý Mậu Trinh, Lý Mậu Trinh phái quân đi tiếp viện cho Cố Ngạn Huy. Tuy nhiên, Vương Kiến sau đó đánh bại quân Phượng Tường và Đông Xuyên tại Lợi châu, Cố Ngạn Huy đành phải cầu hòa với Vương Kiến, nói rằng sẵn lòng cắt đứt quan hệ với Lý Mậu Trinh, Vương Kiến chấp thuận. Tháng 2 ÂL, Đường Chiêu Tông bổ nhiệm Vương Kiến là Đồng bình chương sự (tức tể tướng trên danh nghĩa). Trong khi đó, Vương Kiến nhiều lần thượng biểu thỉnh được xử tử Trần Kính Tuyên và Điền Lệnh Tư, mặc dù không được triều đình Trường An cho phép, cuối cùng ông vẫn tự ý hành động.
Năm 894, do quân Vương Kiến bao vây nên Bành châu phải hứng chịu nạn đói, cuối cùng thất thủ. Dương Thịnh bị giết khi lâm trận, lãnh địa của ông ta nay về tay Vương Kiến. Đến tháng 7 ÂL, Miên châu thứ sử Dương Thủ Hậu qua đời, do trước đó Lý Mậu Trinh thôn tính hầu hết lãnh địa của Dương Thủ Hậu, bộ tướng của Dương Thủ Hậu là Thường Tái Vinh (常再榮) quyết định dâng thành Miên châu hàng Vương Kiến.
Năm 895, Lý Mậu Trinh, Trấn Quốc tiết độ sứ Hàn Kiến, và Tĩnh Nan tiết độ sứ Vương Hành Du hợp binh tiến công Trường An. Tháng 9 ÂL, Lý Khắc Dụng cũng đem quân về Trường An, tuyên bố là bảo vệ Hoàng đế. Vương Kiến cũng khiển Giản châu thứ sử Vương Tông Dao đem binh "phó nan", đóng tại Miên châu. Sau đó, Vương Kiến tuyên bố rằng Cố Ngạn Huy chặn đường tiến quân, quyết định thảo phạt Cố Ngạn Huy. Hoa Hồng đại phá quân Đông Xuyên, và trong vài năm sau đó, quân Tây Xuyên dần chiếm từng châu của Đông Xuyên, bất chấp Đường Chiêu Tông cố gắng hòa giải. Năm 896, khi Lý Mậu Trinh lại tiến công Trường An, Đường Chiêu Tông phải chạy đến Trấn Quốc và phụ thuộc vào Hàn Kiến, Vương Kiến phụng chiếu thỉnh Đường Chiêu Tông dời đến Thành Đô, trong khi Hoài Nam tiết độ sứ Dương Hành Mật cũng phụng biểu thỉnh Đường Chiêu Tông dời đến Hoài Nam; song cả hai đề nghị đều không được tiến hành.
Mùa xuân năm 897, Vương Kiến khiển Cung châu thứ sử Hoa Hồng và Bành châu thứ sử Vương Tông Hựu (王宗祐) đem 5 vạn quân công Đông Xuyên. Đồng thời, Vương Kiến phong Nhung châu thứ sử Vương Tông Cẩn (王宗謹) làm Phượng Tường tây diện hành doanh tiên phong sứ, đem quân tiến công Phượng Tường để ngăn ngừa việc quân này phái quân tiếp viện cho Đông Xuyên, Vương Tông Cẩn đánh bại Lý Kế Huy (李繼徽) ở Huyền Vũ. Khi Lý Mậu Trinh khiển Lý Kế Chiêu (李繼昭) đem quân đi cứu Đông Xuyên, liền bị con nuôi của Vương Kiến là Vương Tông Bá (王宗播) đánh bại và bắt giữ. Cũng trong thời gian đó, Vương Tông Khản và Vương Tông Nguyễn (王宗阮) chiếm được khu vực Tam Hiệp, mở ra tuyến đường mậu dịch với vùng hạ du Trường Giang.
Vào mùa hè năm 897, Vương Kiến đem 5 vạn quân đích thân công Đông Xuyên. Lý Mậu Trinh phản ứng bằng cách phụng biểu buộc tội Vương Kiến kháng lại thánh chỉ yêu cầu dừng tiến công Cố Ngạn Huy. Đường Chiêu Tông muốn tận dụng tình thế, do vậy hạ chỉ giáng Vương Kiến làm Nam châu thứ sử, trong khi chuyển Lý Mậu Trinh đi nhậm chức Đông Xuyên tiết độ sứ và để Lý Tự Chu (李嗣周) làm chủ Phượng Tường. Tuy nhiên, cả Vương Kiến và Lý Mậu Trinh đều kháng chỉ, Đường Chiêu Tông sau đó phục hồi lại chức tước cho Vương Kiến.
Vương Kiến tiếp tục bao vây Tử châu, Cố Ngạn huy quẫn bách và đến mùa đông năm 897 thì tự sát. Vương Kiến thôn tính Đông Xuyên và bổ nhiệm Hoa Hồng (nay nhận làm con nuôi và cải danh thành Vương Tông Địch) giữ chức Đông Xuyên lưu hậu. Triều đình Trường An thoạt đầu bổ nhiệm Binh bộ thượng thư Lưu Sùng Vọng (劉崇望) làm Đông Xuyên tiết độ sứ, song khi hay tin Vương Kiến đã ủy thác cho Vương Tông Địch, triều đình Trường An đành chấp thuận để Tông Địch làm chủ Đông Xuyên và sau đó bổ nhiệm làm tiết độ sứ. Theo ý của Vương Tông Địch, Vương Kiến thỉnh triều đình chia tách Đông Xuyên quân, triều đình Đường chấp thuận và phân Đông Xuyên thành hai quân, năm châu được cắt ra để hình thành nên Vũ Tín quân (武信), trị sở đặt tại Toại châu.

### Sau khi chiếm được Đông Xuyên
Tháng 2 ÂL năm 900, Đường Chiêu Tông cho Vương Kiến kiêm chức Trung thư lệnh. Không lâu sau, Đường Chiêu Tông lại cho Vương Kiến kiêm Đông Xuyên-Vũ Tín quân lưỡng đạo đô chỉ huy chế trí đẳng sứ. Đường Chiêu Tông cũng phong tước Lang Da vương cho Vương Kiến.
Năm 901, Vương Tông Địch từ vị do bệnh tật, Vương Kiến khiển Vương Tông Dụ đến Đông Xuyên thay thế. Cuối năm đó, khi đạo sĩ Đỗ Tòng Pháp (杜從法) nổi dậy cùng người dân Xương châu, Phổ châu, và Hợp châu. Vương Kiến khiển con nuôi là Hành doanh binh mã sứ Vương Tông Ảm đem 3 vạn binh hội quân với binh lính Đông Xuyên và Vũ Tín để trấn áp, đến tháng 7 ÂL thì Long Đài trấn sứ Vương Tông Khản bình định dược cuộc nổi dậy của Đỗ Tòng Pháp.
Đến cuối năm đó, do sợ rằng Đường Chiêu Tông và tể tướng Thôi Dận lên kế hoạch đồ sát các hoạn quan, các hoạn quan bắt giữ Đường Chiêu Tông. Thôi Dận triệu Tuyên Vũ tiết độ sứ Chu Toàn Trung đem quân đến Trường An, các hoạn quan đem Đường Chiêu Tông đến Phượng Tường với Lý Mậu Trinh. Chu Toàn Trung sau đó bao vây Phượng Tường, tuyên bố muốn đưa Hoàng đế trở về Trường An, cả Chu Toàn Trung và Lý Mậu Trinh đều muốn liên minh với Vương Kiến. Vương Kiến quyết định chơi trò hai mặt, bề ngoài ông tuyên bố tán thành Chu Toàn Trung, song lại bí mật khiển sứ giả đến chỗ Lý Mậu Trinh khuyến khích Lý Mậu Trinh chiến đấu. Đồng thời, Vương Kiến lại phong Vũ Tín tiết độ sứ Vương Tông Cát và Đông Xuyên tiết độ sứ Vương Tông Địch làm "Hỗ giá chỉ huy sứ", đem 5 vạn quân tiến về phía bắc, song kỳ thực là muốn đoạt lấy các châu của Lý Mậu Trinh ở phía nam Tần Lĩnh.
Vào mùa xuân năm 902, Chiêu Vũ tiết độ sứ Lý Kế Trung (李繼忠)- con nuôi của Lý Mậu Trinh- từ bỏ Lợi châu, quân Đông Xuyên chiếm được quân thành. Sau đó, Vương Tông Bá và Vương Tông Địch chiếm được Hưng Nguyên, Sơn Nam Tây đạo tiết độ sứ Lý Kế Mật (李繼密)- con nuôi của Lý Mậu Trinh- cũng buộc phải đầu hàng. Vương Kiến thoạt đầu bổ nhiệm Vương Tông Địch là Sơn Nam Tây đạo tiết độ sứ song sau đó do Vương Tông Cát dâng biểu buộc tội Vương Tông Địch, và cũng vì lo sợ trước việc Vương Tông Địch được binh sĩ quý mến, Vương Kiến triệu Vương Tông Địch trở lại Thành Đô rồi giết chết. Vương Kiến bổ nhiệm một người con nuôi khác là Vương Tông Hạ (王宗賀) giữ chức Sơn Nam Tây đạo lưu hậu. Sau đó, Vũ Định tiết độ sứ Lý Tư Kính (李思敬) cũng đầu hàng. Vào thời điểm này, Vương Kiến chiếm được toàn bộ các lãnh thổ của Lý Mậu Trinh ở phía nam Tần Lĩnh, góp phần khiến Lý Mậu Trinh phải cầu hòa với Chu Toàn Trung và giao Hoàng đế cho Chu Toàn Trung.
Sau khi Đường Chiêu Tông trở về Trường An, Thôi Dận và Chu Toàn Trung hạ lệnh đồ sát toàn bộ các hoạn quan. Tuy nhiên, do muốn bảo vệ Tây Xuyên giám quân Ngư Toàn Yên (魚全禋) và hoạn quan đã trí sĩ Nghiêm Tuân Mỹ (嚴遵美), Vương Kiến cho trảm hai tù nhân khác thế mạng.
Cũng vào năm 903, Vương Kiến liên minh với Chu Toàn Trung, sau đó Đường Chiêu Tông tiến tước cho Vương Kiến là Thục vương, giữ chức Tư đồ. Không lâu sau, theo ý của người con nuôi là Du châu thứ sử Vương Tông Bản (王宗本), Vương Kiến cho Vương Tông Bản làm Khai đạo đô chỉ huy sứ, đem quân vượt Tam Hiệp xuôi dòng Trường Giang, định công chiếm Kinh Nam. Đương thời, Kinh Nam tiết độ sứ Thành Nhuế (成汭) mới tử trận trong lúc giao chiến với quân của Dương Hành Mật, Quỳ châu thứ sử Hầu Củ (侯矩) dâng thành hàng Vương Tông Bản, Vương Tông Bản sau đó chiếm được thêm Trung châu, Vạn châu, và Ân châu. Tuy nhiên, vì tin rằng Cù Đường Hiệp là một thiên hiểm vững chắc, Vương Kiến quyết định không tiếp tục tiến công Quy châu (歸州) và Hiệp châu (峽州). Vương Kiến bổ nhiệm Vương Tông Biện làm Vũ Thái lưu hậu, quản lý khu vực.
Năm 904, Chu Toàn Trung buộc Đường Chiêu Tông phải dời đô đến Lạc Dương, Đường Chiêu Tông khiển gian sứ đem ngự trát cáo nan giao cho Vương Kiến, Vương Kiến phong Vương Tông Hựu là Bắc lộ hành doanh chỉ huy sứ, đem binh đi hội với binh lính Phượng Tường nghênh xa giá. Tuy nhiên, đến khi Vương Tông Hựu chạm trán quân Tuyên Vũ, ông ta quyết định từ bỏ chiến dịch. Sau đó, Vương Kiến bắt đầu tự nhân danh Đường Chiêu Tông để mặc chế trừ quan, tuyên bố rằng đợi đến khi Hoàng đế về Trường An thì sẽ dâng biểu. Sau đó, Đường Chiêu Tông lại khiển gian sứ đem chiếu cáo cấp cho Vương Kiến, Dương Hành Mật và Lý Khắc Dụng, song không nhận được phản hồi tức khắc từ Vương Kiến. Tháng 5 ÂL, Trung Nghĩa tiết độ sứ Triệu Khuông Ngưng (趙匡凝) công các châu của Kinh Nam mà Vương Kiến đoạt được từ trước đó, ông ta bị Vương Tông Nguyễn đẩy lui. Vạn châu thứ sử Trương Vũ (張武) còn cho giăng xích sắt qua Trường Giang để "tỏa hiệp", nhằm ngăn ngừa các cuộc tiến công từ phía đông.
Đầu năm 905, Vương Kiến liên minh với Lý Mậu Trinh, mục đích là để có một láng giềng bảo vệ phía bắc, sang tháng 6 ÂL, ông cũng cùng với Lý Mậu Trinh và Tĩnh Nan tiết độ sứ Lý Kế Huy truyền hịch kêu gọi hợp binh thảo phạt Chu Toàn Trung. Sau đó, Vương Kiến gả một nhi nữ của mình cho chất của Lý Mậu Trinh là Thiên Hùng tiết độ sứ Lý Kế Sùng (李繼崇), và từ đó thường tiếp tế cho quân của Lý Mậu Trinh. Phán quan Phùng Nguyên (馮涓) cho rằng tô thuế mà Vương Kiến định ra quá cao, do vậy Vương Kiến quyết định giảm gánh nặng này cho người dân.
Không lâu sau, Vương Kiến cũng hòa thân với Triệu Khuông Ngưng, và đến khi Chu Toàn Trinh tiến công Triệu Khuông Ngưng, Triệu Khuông Ngưng chạy đến Hoài Nam, còn đệ là Kinh Nam tiết độ sứ Triệu Khuông Minh (趙匡明) thì chạy đến chỗ Vương Kiến. Đồng thời, Vương Kiến khiển một con nuôi khác là Vương Tông Hạ (王宗賀) đem quân tiến công Chiêu Tín tiết độ sứ Phùng Hành Tập (馮行襲). Phùng Hành Tập chạy trốn, thủ hạ là Toàn Sư Lãng (全師朗) dâng quân thành Kim châu đầu hàng. Vương Kiến nhận Toàn Sư Lãng làm con, cải danh tính thành Vương Tông Lãng (王宗朗) và bổ nhiệm làm Kim châu quan sát sứ; cắt ba châu Cừ, Ba và Khai lệ thuộc Tông Lãng.
Cũng vào năm 905, binh lính của Chu Toàn Trung ám sát Đường Chiêu Tông, Chu Toàn Trung chối bỏ liên quan và đưa Đường Ai Đế lên kế vị. Khi sứ giả triều đình phái đến Tây Xuyên là Tư Mã Khanh (司馬卿) đến nơi, Vương Kiến nghe theo ý của Vi Trang nên từ chối gặp Tư Mã Khanh; song khiển con nuôi là Vũ Định tiết độ sứ Vương Tông Oản (王宗綰) đến tiếp, Vương Tông Oản nhân danh Vương Kiến công khai tuyệt giao với Chu Toàn Trung:
Tướng sĩ Thục nhiều đời chịu Đường ân. Cuối năm ngoái, khi hay tin Hoàng đế đông thiên, chúng ta phàm thượng 20 biểu song đều không được đáp lại. Chỉ đến khi có vong tốt từ Biện châu đến, chúng ta mới biết Tiên đế bị Chu Toàn Trung thí nghịch. Tướng sĩ Thục đang ngày đêm chuẩn bị chiến tranh, tìm cách báo thù cho Tiên đế. Không biết sứ này hôm nay muốn tuyên dụ sự gì?. Xá nhân nên tự mưu tiến thoái.

Cuối năm 906, Vương Kiến cũng chính thức thiết lập hành đài tại Thục, Vương Kiến vũ đạo hướng đông gào khóc, thỉnh xin lập hành đài, dùng cố sự của Lý Thịnh (李晟) và Trịnh Điền (鄭畋) để thừa chế phong bái.
Năm 907, Chu Toàn Trung (đương thời cải danh thành Chu Hoảng) soán vị triều Đường, lập ra triều Hậu Lương. Hầu hết các quân của Đại Đường đều công nhận Chu Toàn Trung là Thiên tử, ngoại trừ Vương Kiến, Tấn vương Lý Khắc Dụng, Kỳ vương Lý Mậu Trinh, Hoằng Nông vương Dương Ác. Thoạt đầu, Vương Kiến và Dương Ác di hịch chư đạo, kêu gọi cùng Kì vương và Tấn vương hội binh hưng phục Đường thất, song không được hưởng ứng. Sau đó, Vương Kiến quyết định mình cũng nên xưng đế và cố gắng thuyết phục Lý Khắc Dụng cùng xưng đế; Lý Khắc Dụng từ chối, Phùng Quyên cùng can ngăn, song Vương Kiến vẫn không đổi ý. Vào ngày Kỷ Hợi tháng 9 ÂL, Vương Kiến tức hoàng đế vị, đặt quốc hiệu "Đại Thục", sử gọi là Tiền Thục.

## Làm Hoàng đế Thục

### Thời kỳ đầu
Theo ghi chép, Vương Kiến không biết chữ, song hiếu cùng thư sinh đàm luận nên hiểu biết được phần nào. Đương thời, có nhiều thành viên thuộc quý tộc Đường đến tị nạn ở Thục, Vương Kiến hậu đãi và bảo họ truyền đạt lại kiến thức về cố sự, điển chương, văn vật. Do trưởng tử của ông là hiệu thư lang Vương Tông Nhân (王宗仁) từ nhỏ đã bị tật, ông quyết định phong thứ tử là Bí thư thiếu giám Vương Tông Ý làm Toại vương trong khi không phong vương đồng thời cho các hoàng tử khác, ẩn ý rằng Vương Tông Ý là người kế vị. (Đến cuối năm 910 thì các hoàng tử khác mới được phong vương, sau đó một vài người con nuôi của ông cũng được phong vương.)
Vương Kiến bổ nhiệm Vương Tông Cát làm Trung thư lệnh, bổ nhiệm Vi Trang làm Tả tán kị thường thị (sau bổ nhiệm Vi Trang làm Môn hạ thị lang, Đồng bình chương sự). Tuy nhiên, Vương Tông Cát thấy mình lớn tuổi nhất trong số các "giả tử", và là một người kế vị tiềm năng, ông trở nên chuyên quyền kiêu tứ. Đường Đạo Tập (唐道襲) được bổ nhiệm làm Xu mật sứ, song Vương Tông Cát vẫn tỏ ra ngạo mạn. Năm 908, Vương Kiến bổ nhiệm Vương Tông Cát làm Thái sư song bãi địa vị tể tướng, cho Trương Cách (張格) thay thế. Vương Tông Cát oán giận và thượng biểu thách thức Vương Kiến lập mình hoặc Vương Tông Ý làm thái tử, Vương Kiến cảm thấy bị xúc phạm; đến khi Vương Tông Cát tiếp tục mạo phạm Vương Kiến khi gặp mặt trực diện, Vương Kiến lệnh cho vệ sĩ đánh chết Vương Tông Cát, sau đó lập Vương Tông Ý làm thái tử.
Cuối năm 908, quân Kỳ, Tiền Thục, và Tấn hợp binh tiến công Trường An, song sau khi tướng Hậu Lương là Lưu Tri Tuấn (劉知俊) và Vương Trọng Sư (王重師) đánh bại quân Kỳ, quân Tiền Thục và quân Tấn triệt thoái.
Cũng vào năm 908, Vương Kiến lập Chu thị làm hoàng hậu. Sau đó, ông cũng lập Trương thị làm quý phi, Từ thị làm hiền phi, và muội của bà làm đức phi; ông rất sủng ái tỉ muội Từ thị.
Năm 910, Vương Tông Ý và Đường Đạo Tập bắt đầu xảy ra tranh chấp, Tiền Thục Cao Tổ đành phái Đường Đạo Tập đi nhậm chức Sơn Nam Tây đạo tiết độ sứ. Trong khi đó, ông tiếp tục duy trì liên minh với Kỳ, gửi cho Kỳ các mặt hàng như trà, lụa, vải; song đến khi Lý Mậu Trinh đề nghị ông cắt nhượng Ba châu và Kiếm châu, Vương Kiến từ chối. Năm 911, nhi nữ của Vương Kiến vốn được gả cho Lý Kế Sùng, nay được ban tước là Phổ Từ công chúa, cho người mang thư đến chỗ cha cáo buộc Lý Kế Sùng ngạo mạn và nghiện rượu. Sau đó, Vương Kiến đã triệu Phổ Từ công chúa về Tiền Thục, bề ngoài là mời bà về thăm nhà. Tuy nhiên, sau khi Phổ Từ công chúa đến Thành Đô, Vương Kiến đã giữ bà lại và không cho bà trở về chỗ Lý Kế Sùng. Lý Mậu Trinh tức giận và đã chấm dứt liên minh với Tiền Thục.
Cũng trong năm đó, Lý Mậu Trinh tập hợp binh lính trên biên giới Kỳ-Thục, Vương Kiến cho Trung thư lệnh Vương Tông Khản làm Bắc lộ hành doanh đô thống, để Thị trung Vương Tông Hựu, Thái tử thiếu sư Vương Tông Hạ, Sơn Nam tiết độ sứ Đường Đạo Tập làm tam Chiêu thảo sứ, Tả kim ngô đại tướng quân Vương Tông Thiệu làm phó, suất 12 vạn bộ-kị binh phạt Kỳ. Quân Kỳ sau đó tiến công Hưng Nguyên song bị Đường Đạo Tập đẩy lui. Vương Kiến đích thân đưa quân đến Lợi châu, để Thái tử ở lại Thành Đô giám quốc. Sau khi quân Thục giành được một vài thắng lợi trước quân Kỳ, Vương Kiến trở về Thành Đô và để Vương Tông Hội đồn trú ở Lợi châu. Tuy nhiên, sau đó Lý Kế Sùng và Lý Tri Tuấn (nay là tướng Kỳ) tiến công vào Hưng Nguyên, gần như chiếm được thành. Vương Kiến khiển Vương Tông Hội và Vương Tông Bá đi giải vây, họ kết hợp với Đường Đạo Tập đánh bại quân Kỳ. Tuy nhiên, quân Kỳ tiếp tục đe dọa Hưng Nguyên và An Viễn (安遠) gần đó, Vương Kiến lại phải đích thân đến cứu viện và quân Thục sau đó mới có thể đánh bại dứt điểm quân Kỳ, buộc họ phải triệt thoái. (Khi hay tin Thục và Kỳ giao chiến, Chu Toàn Trung muốn tận dụng thời cơ nên khiển quan lộc khanh Lô Tần (盧玭) đem thư đến chỗ Vương Kiến, gọi ông là "huynh.")

### Thời kỳ cuối
Năm 913, Đường Đạo Tập trở về từ Sơn Nam Tây đạo và tiếp tục giữ chức xu mật sứ, Thái tử Vương Tông Ý (lúc này đã cải danh thành Vương Nguyên Ưng) phản đối và buộc tội Đường Đạo Tập. Vương Kiến không hài lòng về cáo buộc của Thái tử, song vẫn giáng Đường Đạo Tập làm Thái tử thiếu bảo (太子少保).
Vào mùa thu năm 913, Vương Kiến lên kế hoạch xuất du nhân dịp Thất Tịch. Cũng vào dịp này, vào đêm trước thì Vương Nguyên Ưng thiết tiệc chư vương đại thần, song Tập vương Vương Tông Hàn (王宗翰), Xu mật sứ Phan Tiễu (潘峭) và Hàn lân học sĩ thừa chỉ Mao Văn Tích (毛文錫) không đến, khiến Vương Nguyên Ưng tức giận. Trong khi đó, các thân tín của Thái tử là Từ Dao (徐瑤) và Thường Khiêm (常謙) lại tập trung chú ý vào Đường Đạo Tập, Đường Đạo Tập sợ hãi và rời khỏi bữa tiệc. Ngày hôm sau, cả Vương Nguyên Ưng và Đường Đạo Tập đều cáo buộc lẫn nhau, bùng phát thành đối đấu vũ trang do Vương Kiến chấp thuận thỉnh cầu của Đường Đạo Tập là cho đồn doanh binh bảo vệ cung điện thay vì cấm binh do Thái tử kiểm soát. Khi hay tin đồn doanh binh được huy động, Vương Nguyên Ưng tập hợp binh sĩ Thiên Vũ quân (天武軍) của mình và tiến công, giết chết Đường Đạo Tập. Theo ý của Xu mật sứ Phan Kháng (潘炕), Vương Kiến triệu Trung thư lệnh Vương Tông Khản, Vương Tôn Hạ (王宗賀), và Lợi châu đoàn luyện sứ Vương Tông Lỗ (王宗魯) phát binh tiến công Vương Nguyên Ưng. Từ Dao bị giết, còn Thường Khiêm và Vương Nguyên Ưng chạy đến Long Dược Trì (龍躍池), Vương Kiến cử Vương Tông Hàn đi úy phủ Vương Nguyên Ưng. Tuy nhiên, trước khi Vương Tông Hàn đến nơi thì Vương Nguyên Ưng đã bị vệ sĩ giết chết. Vương Kiến nghi Tông Hàn giết Thái tử, cũng hết sức thương tiếc Thái tử, song sau đó quyết định rằng nếu không tuyên bố Vương Nguyên Ưng là kẻ phản loạn thì không thể ủy dụ quân dân, và sau đó hạ chiếu phế Vương Nguyên Ưng làm thứ nhân. Nhiều thuộc hạ của Vương Nguyên Ưng bị giết hoặc lưu đày.
Sau đó, do Phan Kháng nhiều lần thúc giục, Vương Kiến dự tính lập tân thái tử. Thoạt đầu ông định chọn một trong hai người là Hoàng tam tử Nhã vương Vương Tông Lộ (王宗輅)- người được đánh giá là giống ông nhất, và Hoàng bát tử Tín vương Vương Tông Kiệt (王宗傑)- người được đánh giá là tài mẫn. Tuy nhiên, Từ hiền phi lại muốn nhi tử thân sinh là Trịnh vương Vương Tông Diễn- cũng là hoàng tử nhỏ tuổi nhất- làm thái tử. Do đó, bà liên kết với phi long sứ Đường Văn Ỷ (唐文扆) và Trương Cách. Trương Cách truyền đạt với các công thần, bao gồm Vương Tông Khản, nói dối rằng nhận được mật chỉ nói rằng Hoàng đế lựa chọn Vương Tông Diễn song không muốn tuyên bố công khai. Sau đó, ông ta soạn biểu thỉnh tôn Vương Tông Diễn làm thái tử, bảo Vương Tông Khản và những người khác ghi tên vào. Khi Vương Kiến nhận được biểu, ông nghĩ rằng Vương Tông Diễn được các công thần ủng hộ, nên lập Vương Tông Diễn làm thái tử mặc dù nghi ngờ về tài năng của vị hoàng tử này.
Năm 914, Kinh Nam tiết độ sứ Cao Quý Hưng của Hậu Lương muốn tiến công Tiền Thục để đoạt lại bốn châu của Kinh Nam khi trước. Đầu tiên, Cao Quý Hưng tiến công Quỳ châu, Quỳ châu thứ sử Vương Thành Tiên (王成先) đẩy lui cuộc tiến công của Kinh Nam (mặc dù thượng cấp là Gia vương Vương Tông Thọ (王宗壽) từ chối tiếp tế). Sau đó, Vương Thành Tiên bí mật khiển người tấu với Vương Kiến rằng Vương Tông Thọ không hỗ trợ, song bị Tông Thọ bắt được, Tông Thọ sau đó triệu Vương Thành Tiên đến rồi xử trảm. Cũng vào năm 914, Vương Kiến dự định trả đũa bằng cách phá đập để Kinh Nam ngập lụt, song Mao Văn Tích lại can gián rằng việc này sẽ khiến cho rất nhiều dân thường thiệt mạng, Vương Kiến từ bỏ ý định. Cũng vào năm 914, khi quân Đại Trường Hòa (đời vua Trịnh Nhân Mân) tiến công Lê châu của nước Tiền Thục, Vương Kiến khiển hai con nuôi là Vương Tông Phạm (王宗范) và Vương Tông Bá, cũng như Vương Tông Thọ đem quân ứng chiến, kết quả quân Thục đánh bại quân Trường Hòa, quân Trường Hòa buộc phải triệt thoái. Khi Vương Tông Phạm, Vương Tông Bá, Vương Tông Thọ định tiến sâu vào lãnh thổ Trường Hòa, Vương Kiến liền triệu họ về. Theo ghi chép thì sau đó, Trường Hòa không còn tiến công vào lãnh thổ Thục.
Vào mùa thu năm 915, Vương Kiến phát động tiến công Kỳ, cho Vương Tông Oản làm Bắc lộ hành doanh chế trí sứ, Vương Tông Bá làm Chiêu thảo sứ, đem quân tiến công Tần châu (秦州)- thủ phủ của Thiên Hùng quân; và cho Vương Tông Dao làm Đông Bắc diện chiêu thảo sứ, Đồng bình chương sự Vương Tông Hàn làm phó sứ, công Phượng châu. Cả hai cuộc tiến công đều thắng lợi, Phượng châu thất thủ, còn Lý Kế Sùng dâng Tần châu đầu hàng. Người chỉ huy quân Kỳ chống Thục là Lưu Tri Tuấn cũng đầu hàng, lãnh thổ của Kỳ nay chỉ còn khu vực quanh kinh thành.
Vào mùa thu năm 916, Vương Kiến lại chuẩn bị tiến công Kỳ, cho Vương Tông Oản làm Đông bắc diện đô chiêu thảo sứ, Tập vương Vương Tông Hàn và Gia vương Vương Tông Thọ làm đệ nhất và đệ nhị Chiêu thảo sứ, đem 10 vạn quân tiến công từ Phượng châu. Vương Kiến lại cho Vương Tông Bá làm Tây bắc diện đô chiêu thảo sứ, cùng Vũ Tín tiết độ sứ Lưu Tri Tuấn, Thiên Hùng tiết độ sứ Vương Tông Trù (王宗儔), và Khuông Quốc quân sứ Đường Văn Duệ (唐文裔) làm đệ nhất, đệ nhị và đệ tam Chiêu thảo sứ, đem 12 vạn quân tiến công từ Tần châu. Quân Thục chiếm được Bảo Kê và bao vây kinh thành Phượng Tường của Kỳ. Tuy nhiên, cuộc bao vây bị cản trở bởi bão tuyết, do vậy Vương Kiến quyết định bỏ bao vây và triệu quân rút lui. Sau đó, đến tháng 12 ÂL, Vương Kiến tuyên bố đại xá, cải niên hiệu Thiên Hán và cải quốc hiệu thành "Đại Hán".
Năm 917, xảy ra tranh giành quyền lực giữa Đường Văn Ỷ- liên kết với Trương Cách- và Mao Văn Tích. Dựa theo các cáo buộc của Đường Văn Ỷ, Vương Kiến cho lưu đày và tịch thu gia sản của Mao Văn Tích, đồng thời cũng giáng chức tể tướng Dữu Truyền Tố (庾傳素). Vương Kiến cũng lo ngại trước tài năng của Lưu Tri Tuấn, do vậy ông vu cáo Lưu Tri Tuấn muốn làm phản rồi xử tử.
Tháng 1 ÂL năm 918, Vương Kiến tuyên bố đại xá, phục quốc hiệu "Thục".
Thái tử Vương Diễn hiếu tửu sắc, nhạc du hí. Vương Kiến cũng thường thấy Thái tử cùng chư vương chơi đá gà và đánh cầu, rèo hò ầm ĩ. Vương Kiến do vậy bắt đầu thấy Vương Diễn không phải là người kế vị phù hợp, do vậy bực bội vơi Trương Cách, song với sự trợ giúp của Từ hiền phi, Trương Cách không bị ông bãi chức tể tướng. Tuy nhiên, Vương Kiến xem xét việc cho Vương Tông Kiệt làm Thái tử thay thế. Đến khi Vương Tông Kiệt đột ngột qua đời, Vương Kiến nghi ngờ rằng Tông Kiệt bị mưu sát, song sau đó không có thêm hành động nào nhằm thay thế Vương Diễn.
Vương Kiến lâm bệnh rất nặng vào mùa hè năm 918, ông triệu đại thần nhập tẩm điện và giao phó Vương Diễn lại cho họ. Nội phi long sứ Đường Văn Ỷ muốn trừ bỏ các đại thần khác để đoạt lấy quyền lực, các đại thần nhận thấy điều này và họ xông vào cung điện để tấu với Vương Kiến. Vương Kiến quyết định lưu đày Đường Văn Ỷ, ban di chiếu bổ nhiệm Tống Quang Tự (宋光嗣) làm Nội xu mật sứ, cùng với Vương Tông Bật, Vương Tông Dao, Vương Tông Oản, Vương Tông Quỳ phụ chính cho Vương Diễn. Vương Kiến cũng di huấn rằng các thành viên trong gia tộc của Từ hiền phi không được làm chỉ huy quân sự. Ngày Nhâm Dần tháng 6 ÂL, Vương Kiến qua đời, Thái tử Vương Diễn kế vị.

## Gia đình
Vợ
- Chu hoàng hậu, Thuận Đức hoàng hậu (lập năm 908, mất năm 918)
- Từ hiền phi, Thuận Thánh thái hậu (Tôn năm 918, bị Hậu Đường Trang Tông xử tử năm 926, sinh Thái tử Tông Diễn
- Từ thục phi, sau trở thành Thái phi (Tông năm 918, bị Hậu Đường Trang Tông xử tử năm 926
- Trương quý phi, sinh Thái tử Nguyên Ưng
- Mã cơ, sinh Tông Nhân
- Tống cơ
- Trần cơ, sinh Tông Kỉ, Tông Đặc
- Kiều cơ, sinh Tông Kiệt
- Tiêu phu nhân, sau hạ giá Vương Tông Yểm (王宗弇)
- Trữ cơ, sinh Tông Trạch, Tông Đỉnh, Tông Bình

Hoàng tử
- Vương Tông Nhân (王宗仁), phong Phổ vương năm 910, cải phong Vệ vương năm 924
- Vương Nguyên Ưng (王元膺), nguyên tên là Vương Tông Ý (王宗懿), cải thành Vương Nguyên Đản (王元坦) năm 910, lại cải thành Nguyên Ưng năm 912, phong Toại vương năm 907, phong Thái tử năm 908, bị giết năm 913, giáng làm thứ dân
- Vương Tông Lộ (王宗輅), phong Nhã vương năm 910, cải phong Bân vương năm 924, bị Hậu Đường Trang Tông xử tử năm 926
- Vương Tông Kỉ (王宗紀), phong Bao vương năm 910, sau cải phong Triệu vương, bị Hậu Đường Trang Tông xử tử năm 926
- Vương Tông Trí (王宗智), phong Vinh vương năm 910, sau cải phong Hàn vương, bị Hậu Đường Trang Tông xử tử năm 926
- Vương Tông Trạch (王宗澤), phong Hưng vương năm 910, sau cải phong Tống vương, bị Hậu Đường Trang Tông xử tử năm 926
- Vương Tông Đỉnh (王宗鼎), phong Bành vương năm 910, cải phong Lỗ vương năm 924, bị Hậu Đường Trang Tông xử tử năm 926
- Vương Tông Kiệt (王宗傑), phong Tín vương năm 910, mất năm 918
- Vương Tông Bình (王宗平), phong Trung vương năm 918, sau cải phong Tiết vương, bị Hậu Đường Trang Tông xử tử năm 926
- Vương Tông Đặc (王宗特), phong Tư vương năm 918, cải phong Cử vương năm 924, bị Hậu Đường Trang Tông xử tử năm 926
- Vương Diễn, nguyên tên là Vương Tông Diễn (王宗衍) (cải năm 918), phong Trịnh vương, lập làm Thái tử năm 913, kế vị

Công chúa
- Phổ Từ công chúa, kết hôn với Lý Kế Sùng (李繼崇)- chất của Kỳ vương Lý Mậu Trinh
- An Khang công chúa
- Nga My công chúa, kết hôn với Lưu Tự Yên (劉嗣湮)- con của Lưu Tri Tuấn

Con nuôi
- Vương Tông Cát (王宗佶), nguyên họ Cam (甘), Tấn công, bị xử tử năm 908
- Vương Tông Khán (王宗侃), nguyên tên là Điền Sư Khản (田師侃), Lạc An vương, sau cải phong Ngụy vương
- Vương Tông Địch (王宗滌), nguyên tên là Hoa Hồng (華洪), bị xử tử năm 902
- Vương Tông Hàn (王宗翰), nguyên họ Mạnh (孟), phong Tập vương năm 910
- Vương Tông Bật (王宗弼), nguyên tên là Ngụy Hoằng Phu (魏弘夫), Cự Lộc vương, sau cải phong Tề vương, bị Quách Sùng Thao xử tử năm 925
- Vương Tông Ảm (王宗黯), nguyên tên là Cát Gián (吉諫), Lang Da vương
- Vương Tông Biện (王宗弁), nguyên tên là Lộc Biện (鹿弁)
- Vương Tông Bản (王宗本), nguyên tên là Tạ Tòng Bản (謝從本)
- Vương Tông Nguyễn (王宗阮), nguyên tên là Văn Vũ Kiên (文武堅)
- Vương Tông Bá (王宗播), nguyên tên là Hứa Tồn (許存)
- Vương Tông Trù (王宗儔), mất năm 924
- Vương Tông Cẩn (王宗謹), nguyên tên là Vương Chiêu (王釗)
- Vương Tông Oản (王宗綰), nguyên tên là Lý Oản (李綰), Lâm Thao vương
- Vương Tông Nho (王宗儒), nguyên tên là Dương Nho (楊儒)
- Vương Tông Hạo (王宗浩)
- Vương Tông Lãng (王宗朗), nguyên tên là Toàn Sư Lãng (全師朗)
- Vương Tông Ác (王宗渥), nguyên tên là Trịnh Ác (鄭渥), bị Lý Kế Ngập xử tử năm 925
- Vương Tông Phạm (王宗范), bản tính Trương (張), Quỳ vương, con của Trương quý phi với tiền phu
- Vương Tông Dao (王宗瑤), nguyên tên là Khương Chí (姜郅), Lâm Truy vương
- Vương Tông Huấn (王宗訓), nguyên tên là Vương Mậu Quyền (王茂權), bị xử tử năm 914
- Vương Tông Miễn (王宗勉), nguyên tên là Triệu Chương (趙章)
- Vương Tông Quỳ (王宗夔), Lang Da vương
- Vương Tông Duệ (王宗裔), Lang Da vương
- Vương Tông Chủ (王宗矩), nguyên tên là Hầu Củ (侯矩)
- Vương Tông Hựu Phần (王宗祐)
- Vương Tông Phần (王宗汾)
- Vương Tông Tín (王宗信)
- Vương Tông Hạ (王宗賀)
- Vương Tông Thiệu (王宗紹)
- Vương Tông Hồng (王宗宏)
- Vương Tông Đạc (王宗鐸)
- Vương Tông Lỗ (王宗魯)
- Vương Tông Dục (王宗昱)
- Vương Tông Huân (王宗勳) (bị Lý Kế Ngập xử tử năm 925)
- Vương Tông Yến (王宗晏)
- Vương Tông Nhuế (王宗汭) (bị Lý Kế Ngập xử tử năm 925)
- Vương Tông Vĩ (王宗偉)
- Vương Tông Hiến (王宗憲), nguyên họ (許)
- Vương Tông Nghiễm (王宗儼) (bị Lý Kế Ngập xử tử năm 925)
- Vương Tông Uy (王宗威)
- Vương Thừa Kiểm (王承檢)